# Aeluroidea

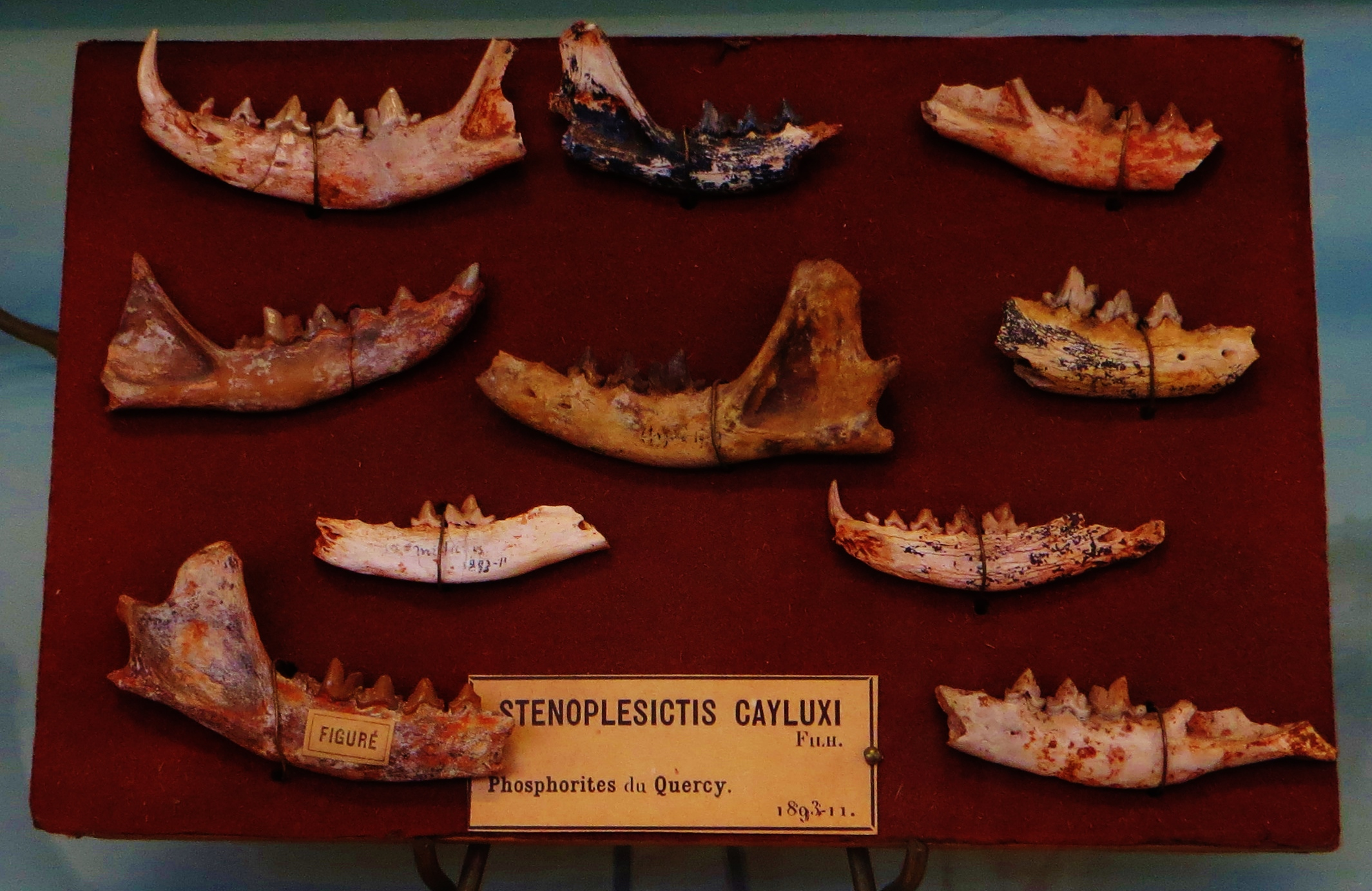
Żuchwy Stenoplesictis cayluxi

Aeluroidea – nadrodzina ssaków drapieżnych przypominających koty. Zamieszkiwały Amerykę Północną, Amerykę Południową, Azję i Afrykę. Pojawiły się w epoce oligoceńskiej około 33,3 miliona lat temu.
Nadrodzina ta obejmuje istniejące do dziś rodziny zwierząt: kotowate, mangustowate, hienowate, jak też Nandinia (łasza palmowa).
Rodzaje wymarłe obejmują Africanictis, Anictis, Asiavorator, Haplogale, Herpestides, Mioprionodon, Moghradictis, Palaeoprionodon, Proailurus, Shandgolictis, Stenogale i Stenoplesictis.

## Taksonomia
Nazwę Aeluroidea stworzył Flower (1869). Do drapieżnych przypisali je Flower (1883) i Carroll (1988), natomiast do kotokształtnych Bryant (1991).